# Abe Lincoln in Illinois

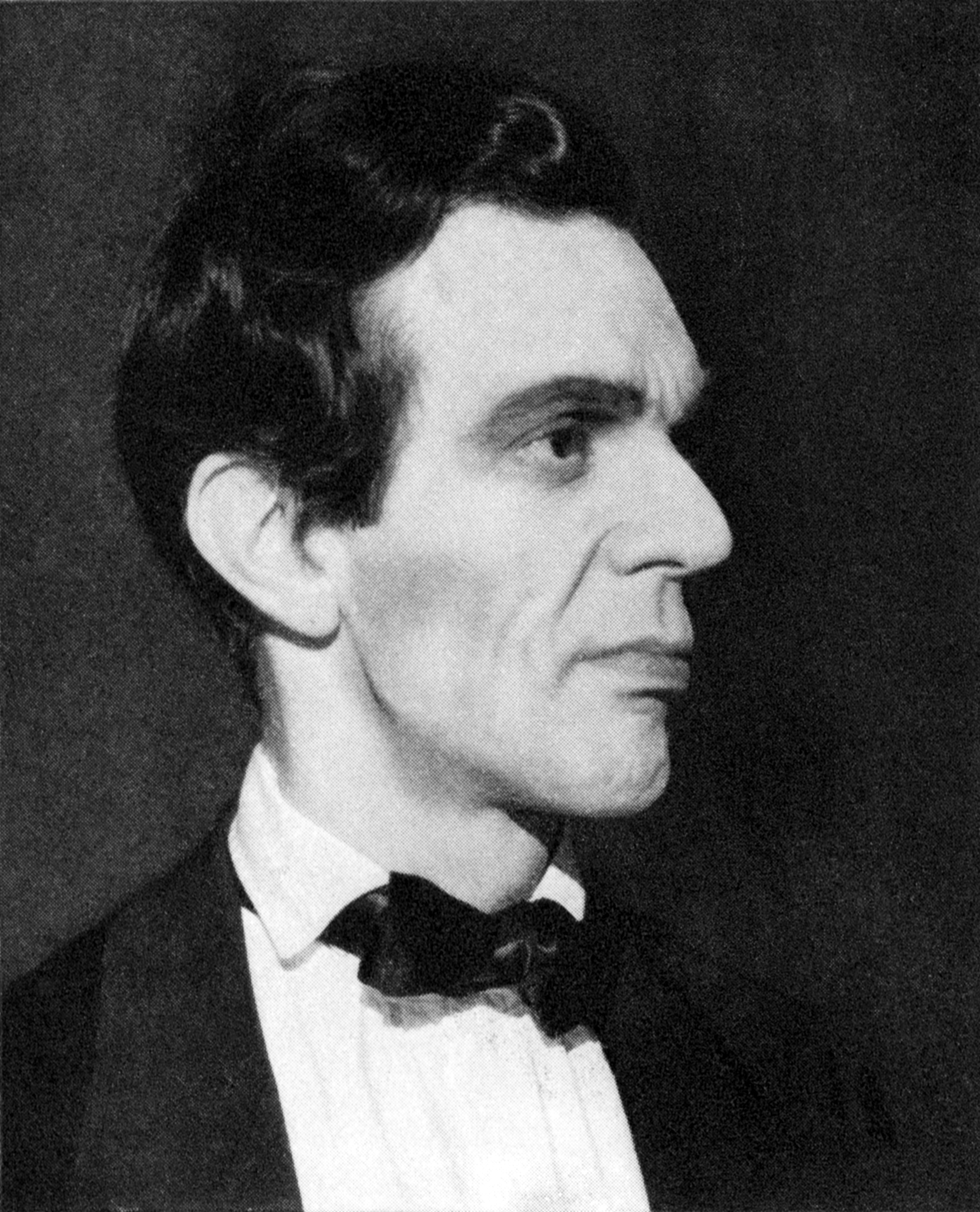
Raymond Masseyjako Abraham Lincoln w sztuce (1938)

Abe Lincoln in Illinois – sztuka amerykańskiego dramaturga Robert E. Sherwooda, po raz pierwszy wystawiona w 1938 i opublikowana w 1939. Opowiada o życiu prezydenta Abrahama Lincolna od początków jego kariery do objęcia stanowiska głowy państwa. Składa się z 12 scen. Została wyróżniona nagrodą Pulitzera w dziedzinie dramatu za rok 1939.